# Les classiques de la pensée politique
Les classiques de la pensée politique, auch Classiques de la Pensée Politique (französisch; deutsch: Klassiker des politischen Denkens), ist eine französischsprachige Buchreihe. Sie erscheint seit 1965 in Genf in der Schweiz in der Librairie Droz in unregelmässiger Folge.

## Übersicht (Auswahl)
- De officio legati ; De immunitate legatorum ; De legationibus Ioannis Langiachi Episcopi Lemovicensis / Etienne Dolet (2010)
- Les louenges du roy Louys XIIe de ce nom, 1508 / Claude de Seyssel (2009)
- L'utopie ou le traité de la meilleure forme de gouvernement / Thomas More (1983)
- Selected writings on philosophy, religion, and politics / Jean Bodin. 1980
- Dialogue d'entre le Maheustre et le Manant : texte original, avec les variantes de la version royaliste / François Cromé. 1977
- Histoire d'un voyage fait en la terre du Brésil / Jean de Léry. 1975
- La cité du soleil / Tommaso Campanella. 1972
- Du droit des magistrats / Théodore de Bèze. 1970
- Qu'est-ce que le Tiers état? / Emmanuel Sièyes. - Ed. critique. 1970
- Anti-Machiavel : (Discours sur les moyens de bien gouverner et maintenir en bonne paix un royaume ou autre principauté) / Innocent Gentillet. - édition de 1576. 1968
- Politique tirée des propres paroles de l'Écriture sainte / Jacques Bénigne Bossuet. - Éd. critique. 1967
- Leçons sur les Indiens et sur le droit de guerre / Francisco de Vitoria. 1966
- Du Pape / Joseph de Maistre. - Éd. critique. 1966